# بيتر إليوت (عداء المسافات المتوسطة)
بيتر إليوت (بالإنجليزية: Peter Elliott) هو عداء مسافات متوسطة بريطاني، ولد في 9 أكتوبر 1962 في Rawmarsh ‏ في المملكة المتحدة.

## وصلات خارجية
- بيتر إليوت على موقع الاتحاد الدولي لألعاب القوى (الإنجليزية)
- بيتر إليوت على موقع ThePowerOf10.info (الإنجليزية)
- بيتر إليوت على موقع اللجنة الأولمبية الدولية (الإنجليزية)
- بيتر إليوت على موقع أوليمبيديا (الإنجليزية)
- بيتر إليوت على موقع اللجنة الأولمبية البريطانية (الإنجليزية)